# Sumba
 Ikke at forveksle med Sumba (Indonesien).
Sumba er en bygd og kommune på sydvestsiden af den sydligste færøske ø Suðuroy. I Sumbiar kommuna er der fire bygder: Sumba, Lopra, Akrar og Víkarbyrgi med i alt (342 2025) indbyggere.
Sumba ligger ud til det åbne hav, beskyttet af Sumbiarhólmur. Øens mange fugle sørger for, at de om sommeren udsatte får har det bedste græs og dermed en forbedret kødkvalitet. Sumba var oprindelig en landbrugsbygd som overvejende levede af fårehold. Sumba har stadig i mindre omfang fårehold, men den vigtigste næringsvej er fiskeriet.
I lighed med resten af Suðuroy har Sumba oplevet fraflytning siden 1950erne, især under finanskrisen på Færøerne 1989–1995. Sumba er forbundet med det øvrige Suðuroy med en fjeldvej til Lopra, men fik i 1997 en tunnel til Lopra, som betød at blev lettere at køre til det øvrige Suðuroy hele året.
Der er en købmand og skolen blev ombygget og udvidet i 1965 og igen i 2005. Børnene går her i de første syv år og fortsætter derefter i Vágs skúli. Kommunen har har sin egen dagplejeordning, mens man på skole-, daginstitutions- og ældreområdet samarbejder med de øvrige kommuner på Suðuroy.

## Historie
De første spor af bosættelser ved Sumba kan føres helt tilbage til omkring år 625, hvor de de irske munke ”Paperne” sandsynligvis bosatte sig i Sumba og ved Akraberg.
Stednavne som Hørg i Sumba tyder på, at området har været beboet i den allerførste landnamstid omkring år 800. Sumba bliver ikke nævnt i de ældste skriftlige kilder fra Færøerne, men blev sandsynligvis grundlagt i landnamstiden efter år 825, som en af Færøernes ældste bygder. Arkæologiske udgravninger af norrøne bosætninger og det topografiske navn indikerer det samme.
Med indførelsen af det lokale selvstyre i 1872 var Sumba en del af Suðuroyar prestagjalds kommuna. Sumba blev i 1908 en selvstændig kommune.
Ifølge Adam af Bremen strandede ca. 1240 en frisisk båd på vej til Island ved en strand med hård strøm ved Akraberg, og besætningen bosatte sig. Beretningen kan være den historiske sandhed om friserne ved Akraberg. Landets sidste hedninger boede ved Akraberg, indtil Den Sorte Død i 1350 lagde tolv af de tretten huse øde. De eneste overlevende, en bonde og hans to sønner, flyttede til Sumba, og giftede sig med tre overlevende kvinder fra bygden. Et andet sagn fortæller, at friserne drev sørøveri.
Frederik 1. udpeger 1531 nordmanden Andras Guttormsson fra Kálgarði i Sumba til lagmand.
Gottorm Andreasson, søn af (Andras Guttormsson) den første lagmand i Sumba vinder i 1544 en sag, som er stævnet imod hans far for uenighed om jord, og bliver lagmand på Steig i Sandavágur på Vágar.
Et sørøverskib strander i 1627 på Sumbiarhólmur og kun en overlever. (sagn)
Færøernes sydligste punkt klippen Munkurin (munken) også kaldet Sumbiarsteinur styrter i 1885 delvis sammen, inden den styrtede ned var den ca. 18 meter høj.
1894 Bygdens første skole bygges i 1894.
Sumbinger tager i 1927 til København for at vise den traditionsrige færøske dans.
Hovedparten af den vestlige del af Beinisvørð styrter i 1976 i havet, og støvskyerne kom ind over bygden. Omkring 16.000 lomvier døde.
Arbejdet på Sumbiar-tunnelen begynder i 1986 og den åbner efter flere forsinkelser i 1997 .
Den nye Sumbiar skole står i 2006 færdig. Den er udvidet for 12 mio. kr.

## Kirken
I flere år havde der været tale om en ny kirke, og i 1885 begyndte man at bryde sten og samle materiale. Udgravningen af fundamentet og udjævning af området blev henlagt som pligtarbejde; Fire dages arbejde til hver mand.

Den nuværende Sumbiar kirkja er opført i 1887 i sten og beton. I 1944 blev græstaget udskiftet med et rødt bliktag. Under tårnet i vestenden findes indgangsdøren til en lille forkirke. Der er syv vinduer på sydsiden og seks på nordsiden, hvor der i korenden også er en præstedør. Kirkerummet har gulmalede vægge og blåmalet loft.

## Sport
I 2005 begyndte Vágs Bóltfelag og Sumbiar Ítróttarfelag at organisere et samarbejde om fodbold i området. Siden da er de to fodboldklubber blevet organiseret under navnet FC Suðuroy.

## Kultur
Navnet Sumba er sandsynligvis sammensat af norrønt suður, «syd», og bœr, «indmark», da stednavnet oprindelig var suður í Bø. Stednavnet blev trukket sammen til Suðurbø, senere til Sunnbø. Det dobbelte «n» har givet skrivemåden med «m». Ændringen genspejles i den arkaiske, danske skrivemåde Sumbø. Denne skrivemåde blev brugt på bygdens poststempel i årene fra 1920 til 1962.
Bygden har bevaret sine egne specielle færøske kædedanse og skikke. 1976 modtog bygdens danseforening prisen Europapreis für Volkskunst. Årets største begivenhed er den legendariske fastelavnsfejring, og folk fra hele Færøerne valfarter hertil for at slå katten af tønden og danse til den lyse morgen.

## Turisme
Bygdens havn er beskyttet af Sumbiarhólmur og det er derfor muligt at se brændingen. Hold afstand, i stormvejr kan det være farligt at komme for tæt på. Om sommeren kan man ofte se sæler lege i havnebassinet. Når der er vestlig storm, er det en oplevelse at se brændingen fra bilen. Det anbefales også at se solnedgangen fra Sumba.
På skolen er der et lokalmuseum.
En lille vej fører mod øst til Færøernes sydligste punkt, Akraberg.
Fjeldvejen mod nord til Lopra, går parallelt med Beinisvørð.

## Kendte personer fra Sumba
- Andras Guttormsson, lagmand (ca. 1490–1544)
- Marjun den stærke (ca. 1580)
- Hargabrødrene (ca. 1600)
- Jenis Símunarson (Jenis í Laðangarði, ca. 1600)
- Jákup Joensen (1929–2016), forretningsmand og politiker (Sb.)
- Poul F. Joensen (1898–1970), digter og satiriker

## Galleri
- Havnen i Sumba med Sumbiarhólmur i baggrunden
- Suðuroys vestkyst ved Sumba
- Udsigt fra Beinisvørð mod nord over Suðuroy's vestkyst
- Fuglefjeldet Beinisvørð
- Den gamle fjeldvej fra Sumba til Lopra